# Doris Bensimon
Pour les articles homonymes, voir Bensimon (homonymie).
Doris Bensimon (Doris Bensimon-Donath ; née le 9 janvier 1924 à Vienne et morte le 8 décembre 2009 à Paris est une sociologue française, spécialisée dans l'étude des judaïcités contemporaines. Elle enseignait à l'Université de Caen et à l'INALCO.

## Éléments de biographie
Doris Donath est née en 1924 à Vienne, en Autriche,.
Après l'Anschluss, la famille Donath quitte l'Autriche et va à Anvers.
La famille Donath vient ensuite en France à Lille, où elle est protégée par le Préfet du Nord.
Robert Donath, le père de Doris, né 12 juin 1883 à Vienne, en Autriche est interné à Saint Cyprien, dans les Pyrénées-Orientales et au Camp de Rivesaltes. Il est déporté par le Convoi No. 31, en date du 11 septembre 1942 du Camp de Drancy vers Auschwitz, où il est assassiné. Il a 59 ans,.
Avec sa mère, Doris Bensimon se réfugie à Lyon.
Doris Bensimon a un Doctorat d'État. Elle est chargée de recherches au CNRS. Elle est responsable de l'équipe travaillant sur la sociologie du Judaïsme, au sein du Groupe de Sociologie des Religions.
Elle est professeur à l'Université de Caen et à l'INALCO à Paris.
Doris Bensimon est morte le 8 décembre 2009 dans le 20e arrondissement de Paris. Elle est inhumée aux côtés de son mari, au cimetière de Pantin.

## Œuvres
- Joëlle Allouche-Benayoun et Doris Bensimon, Les Juifs d’Algérie. Mémoires et identités plurielles, Paris, Stavit/Cerf, 1989, 290 p. (ISBN 2-7089-5369-9).
- Doris Bensimon, Les Juifs de France et leurs relations avec Israël (1945-1988), Paris, L’Harmattan, 1989.